# 東洛根 (北達科他州)
東洛根（英語：East Logan）是位於美國北達科他州洛根縣的一個未組織地區。

## 地方資料
東洛根的面積為813.44平方千米，當中陸地面積為789.34平方千米，而水域面積為24.09平方千米。根據2010年美國人口普查的數據，當地共有人口263人，而人口密度為每平方千米0.32人。